# Yax Nuun Ahiin II
Yax Nuun Ahiin II, còn được gọi là Vua "C" (C viết tắt Chitam) (?—794), là một nhà vua Maya ở thành phố Tikal. Ông được lên ngôi vào ngày 25 tháng 12 năm 768 và trị vì cho đến khi qua đời. Ông là con trai của Yik'in Chan K'awiil và em trai của vua thứ 28. Lăng mộ được liên kết đến Yax Nuun Ahiin II là: "Bia đá 19, 21 và Bàn thờ 6 và 10" (Stelae 19, 21 and Altars 6 and 10).